# Eretz Israel Museum
32°6′11.35″N 34°47′47.1″Ø / 32.1031528°N 34.796417°Ø
Eretz Israel Museum (Land of Israel museum) er et historisk og arkæologisk museum i Tel Aviv, Israel.
Eretz Israel-museet, der blev oprettet i 1953, har en stor udstilling af arkæologiske, antropologiske og historiske artefakter organiseret i en række udstillingspavilloner. Hver pavillon er dedikeret til et emne: glas, keramik, mønter, kobber og meget mere. Museet har også et planetarium.
I en fløj er der live-demonstrationer af gamle metoder til vævning, smykker og keramikfremstilling , kornforarbejdning og brødbagning. Tel Quasile, en udgravning, med 12 forskellige kulturlag ligger på museets grund.

## Eksterne kilder og henvisninger
- Wikimedia Commons har flere filer relateret til Eretz Israel Museum
- Land of Israel museum Arkiveret 28. september 2012 hos  Wayback Machine